# Lijst van Franse gouverneurs van Pondicherry
Dit is een lijst met de gouverneurs van de Franse kolonie Pondicherry (officiële spelling: Puducherry) in India. Voor zover bekend zijn de jaartallen vermeld: 
- François Martin (vanaf 1674, eerste gouverneur)
- Pierre Christophe Le Noir (1726 - 1735)
- Pierre Benoît Dumas (1735 - 1741)
- Joseph François Dupleix (1742 - 1754)
- Robert Godeheu (vanaf 1754)
- Comte de Lally
- Jean Law de Lauriston
- Thomas de Conway
- .... Bonvin in de jaren 40 van de 20e eeuw

Voor een overzicht van alle pagina's met betrekking tot India op Wikipedia zie India van A tot Z.